# Svavelsippa
Svavelsippa (Anemone nemorosa × ranunculoides) är en hybrid mellan vitsippa och gulsippa Hybriden uppstår ibland spontant där de två arterna växer nära varandra. Den beskrevs av den tyske botanikern Günther Beck von Mannagetta und Lerchenau 1890.
Svavelsippan är steril och bildar inte frön utan sprider sig istället vegetativt. Svavelsippan har blekgula blommor och ofta blekgröna blad. Den trivs i halvskugga, blir ca 15–20 cm hög och blommar i april–maj precis som vit- och gulsippan.